# Senna (miniserie televisiva)
Senna è una miniserie televisiva brasiliana del 2024 ideata da Vicente Amorim.
La serie è l'adattamento televisivo e biografico della vita del pilota di Formula 1 Ayrton Senna e distribuita dal 29 novembre 2024 su Netflix.

## Trama
La serie ripercorre la storia di Ayrton Senna dai kart alla Formula 1.

## Episodi
| Stagione       | Episodi | Prima TV         |
| -------------- | ------- | ---------------- |
| Prima stagione | 6       | 29 novembre 2024 |

## Produzione
Netflix ha annunciato la serie nel settembre 2020. La serie è stata prodotta con l'aiuto della famiglia di Ayrton Senna, in particolare con il coinvolgimento della sorella del pilota Viviane. Nell'agosto 2022, Vicente Amorim è stato annunciato come regista; nel marzo 2023 Gabriel Leone è stato scelto per il ruolo di Senna; a luglio, Kaya Scodelario si è unita al cast.
Le riprese sono iniziate alla fine del 2023. La serie è stata girata a San Paolo e Angra dos Reis, con altre riprese effettuate in Argentina, Uruguay e Regno Unito.

## Promozione
Il 1º febbraio 2024 Netflix ha presentato una breve clip della serie come parte dell'anteprima delle serie e dei film del 2024.
Il primo teaser trailer è stato diffuso il 30 aprile 2024.